# Tax me now
Tax me now oder Tax us now (deutsch: Besteuert mich/uns jetzt) ist ein Motto, mit dem sich wohlhabende Personen für eine höhere Besteuerung aussprechen. In den Vereinigten Staaten haben sich Millionäre und Milliardäre in der Organisation patriotic millionaires mit dieser Forderung zusammengeschlossen. Eine deutschsprachige Organisation hat sich das Motto tax me now selbst zum Namen gemacht und nennt sich taxmenow – Initiative für Steuergerechtigkeit e. V.

## Unterstützer
Bereits im Jahr 2021 formierte sich in den USA eine Gruppe von mehr als 100 reichen Personen, die sich für höhere Steuern bei Millionären und Milliardären einsetzen. Die Filmproduzentin und Erbin von Walt Disney, Abigail Disney sowie der Unternehmer und Investor Nick Hanauer zählen zu den ersten Unterzeichnern eines offenen Briefes an politische Entscheidungsträger. Im deutschsprachigen Raum gehört die BASF-Erbin Marlene Engelhorn zu den Gründern der Initiative. Auch der Mitbegründer von Verivox Peter Reese und Antonis Schwarz, Erbe der Schwarz Pharma AG gehören dazu. Weitere bekannte Unterstützer der Bewegung sind der schottische Schauspieler Brian Cox sowie die Rockefeller-Erbin Valerie Rockefeller.